# EW Волопаса
EW Волопаса (лат. EW Boötis) — двойная затменная переменная звезда типа Алголя (EA)* в созвездии Волопаса на расстоянии приблизительно 1435 световых лет (около 440 парсеков) от Солнца. Видимая звёздная величина звезды — от +10,69m до +10,31m. Орбитальный период — около 0,9063 суток (21,752 часа).

## Характеристики
Первый компонент — белая звезда спектрального класса A0, или A7V*, или A6IV, или A5V. Масса — около 1,82 солнечной, радиус — около 1,81 солнечного, светимость — около 10,95 солнечных. Эффективная температура — около 8970 K.
Второй компонент — оранжевый карлик спектрального класса K. Масса — около 0,202 солнечной, радиус — около 1,04 солнечного, светимость — около 0,41 солнечной. Эффективная температура — около 4515 K. Удалён на 0,018 угловой секунды.

## Планетная система
В 2019 году учёными, анализирующими данные проектов HIPPARCOS и Gaia, у звезды обнаружена планета.